# Wie du manchmal fehlst
Wie du manchmal fehlst ist ein Lied des deutschen Sängers Zartmann aus dem Jahr 2024, in Zusammenarbeit mit dem deutschen Rapper Ski Aggu.

## Entstehung und Veröffentlichung
Geschrieben wurde das Lied von den Interpreten August Diederich (Ski Aggu) und Zartmann selbst, zusammen mit den Koautoren Xaver Brandrup und Moritz Dauner. Letzterer zeichnete zudem auch für die Produktion verantwortlich.
Die Erstveröffentlichung von Wie du manchmal fehlst erfolgte am 24. Mai 2024 als Single bei den Musiklabels Bamboo Artists und Epic Records (Katalognummer: 19687210013). Diese erschien als digitaler Einzeltrack zum Download und Streaming. Am 21. Juni desselben Jahres erschien das Lied als Teil von Zartmanns zweiter EP Dafür bin ich frei (Katalognummer: 19687212911), dessen vierte Singleauskopplung es ist.

## Inhalt
Wie du manchmal fehlst thematisiert Gefühle von Sehnsucht, Verlust und Einsamkeit inmitten eines modernen Großstadtlebens. Das Stück reflektiert die emotionale Leere und den Kontrast zwischen äußerem Erfolg oder Lebensstil und innerer Zerrissenheit. Zartmann singt von persönlichen Erfahrungen, die er in Texten verarbeitet – über das Leben in der Stadt, den Einfluss von Drogen und das schmerzhafte Vermissen einer bestimmten Person. Die Zeilen deuten auf eine Mischung aus Melancholie und Selbstreflexion hin, während er sich vorstellt, wie die vermisste Person seine Worte hören könnte.

## Musikvideo
Das Musikvideo zu Wie du manchmal fehlst entstand unter der Regie von Luis Frederik und Marlon Helmeke. Es feierte seine Premiere am 23. Mai 2024 auf der Videoplattform YouTube, wo es bis August 2025 über 2,2 Millionen Aufrufe zählte.

## Kommerzieller Erfolg

### Chartplatzierungen
Wie du manchmal fehlst stieg am 31. Mai 2024 auf Rang sieben der deutschen Singlecharts ein und erreichte seine beste Platzierung in der Folgewoche mit Rang sechs. Die Single platzierte sich drei Wochen am Stück in den Top 100 sowie mit Unterbrechungen 27 Wochen in den Top 100. In Österreich platzierte sich das Lied 18 Wochen in den Charts und erreichte mit Rang 13 seine beste Platzierung am 11. Juni 2024. In der Schweiz konnte es sich elf Wochen in den Top 100 platzieren und erreichte die höchste Notierung mit Rang 31 am 9. Juni 2024.
| ChartsChartplatzierungen | Höchstplatzierung | Wochen |
| ------------------------ | ----------------- | ------ |
| Deutschland (GfK)        | 6 (27 Wo.)        | 27     |
| Österreich (Ö3)          | 13 (18 Wo.)       | 18     |
| Schweiz (IFPI)           | 31 (11 Wo.)       | 11     |

| ChartsJahrescharts (2024) | Platzierung |
| ------------------------- | ----------- |
| Deutschland (GfK)         | 51          |
| Österreich (Ö3)           | 62          |

Das Lied zählte bis August 2025 über 75 Millionen Aufrufe auf der Streamingplattform Spotify.

### Auszeichnungen für Musikverkäufe
| Land/Region        | Auszeichnungen für Musikverkäufe (Land/Region, Auszeichnung, Verkäufe) | Verkäufe |
| ------------------ | ---------------------------------------------------------------------- | -------- |
| Deutschland (BVMI) | Gold                                                                   | 300.000  |
| Österreich (IFPI)  | Gold                                                                   | 15.000   |
| Insgesamt          | 2× Gold ·                                                              | 315.000  |